# Copa América 2004
De Copa América 2004 was een voetbaltoernooi gehouden in Peru, van 6 juli tot 25 juli 2004. Het werd georganiseerd door de CONMEBOL.
Er was geen kwalificatie voor het toernooi, want alle landen (10 landen) aangesloten bij de CONMEBOL deden mee. Er waren ook nog twee geïnviteerde teams bij. Dit waren Mexico en Costa Rica.
De twaalf teams werden over drie groepen van vier verdeeld. De nummers een en twee in de poule en de twee beste nummers drie gingen door naar de kwartfinale.

## Deelnemende landen
| Land         | Aantal deelnames | Huidig aantal deelnames op rij | Vorige deelname |
| ------------ | ---------------- | ------------------------------ | --------------- |
| Argentinië   | 37ste            | 1                              | 1999            |
| Bolivia      | 22ste            | 14                             | 2001            |
| Brazilië     | 32ste            | 12                             | 2001            |
| Chili        | 34ste            | 13                             | 2001            |
| Colombia (t) | 17de             | 12                             | 2001            |
| Costa Rica   | 3de              | 2                              | 2001            |
| Ecuador      | 23ste            | 12                             | 2001            |
| Mexico       | 6de              | 6                              | 2001            |
| Paraguay     | 32ste            | 16                             | 2001            |
| Peru (g)     | 27ste            | 12                             | 2001            |
| Uruguay      | 39ste            | 13                             | 2001            |
| Venezuela    | 13de             | 13                             | 2001            |

- (g) = gastland
- (t) = titelverdediger

## Speelsteden
| Lima                                     | · Lima Cuzco Arequipa Piura Trujillo Tacna Chiclayo | Cuzco                                    |
| Estadio Nacional Capaciteit: 50.000      | · Lima Cuzco Arequipa Piura Trujillo Tacna Chiclayo | Estadio Garcilaso Capaciteit: 45.056     |
|                                          | · Lima Cuzco Arequipa Piura Trujillo Tacna Chiclayo |                                          |
| Arequipa                                 | · Lima Cuzco Arequipa Piura Trujillo Tacna Chiclayo | Chiclayo                                 |
| Estadio Arequipa Capaciteit: 40.000      | · Lima Cuzco Arequipa Piura Trujillo Tacna Chiclayo | Estadio Elías Aguirre Capaciteit: 25.000 |
|                                          | · Lima Cuzco Arequipa Piura Trujillo Tacna Chiclayo |                                          |
| Piura                                    | · Lima Cuzco Arequipa Piura Trujillo Tacna Chiclayo | Trujillo                                 |
| Estadio Miguel Grau Capaciteit: 26.550   | · Lima Cuzco Arequipa Piura Trujillo Tacna Chiclayo | Estadio Mansiche Capaciteit: 25.000      |
| Tacna                                    | · Lima Cuzco Arequipa Piura Trujillo Tacna Chiclayo |                                          |
| Estadio Jorge Basadre Capaciteit: 25.850 | · Lima Cuzco Arequipa Piura Trujillo Tacna Chiclayo |                                          |
|                                          | · Lima Cuzco Arequipa Piura Trujillo Tacna Chiclayo |                                          |

## Scheidsrechters
De organisatie nodigde in totaal dertien scheidsrechters uit voor 26 duels. Tussen haakjes staat het aantal gefloten duels tijdens de Copa América 2004.

## Groepsfase

### Groep A
| Land      | Wed | Win | Gel | Ver | DV | DT | +/− | Pnt |
| --------- | --- | --- | --- | --- | -- | -- | --- | --- |
| Colombia  | 3   | 2   | 1   | 0   | 4  | 2  | +2  | 7   |
| Peru      | 3   | 1   | 2   | 0   | 7  | 5  | +2  | 5   |
| Bolivia   | 3   | 0   | 2   | 1   | 3  | 4  | –1  | 2   |
| Venezuela | 3   | 0   | 1   | 2   | 2  | 5  | –3  | 1   |

|                                |           |                           |          |                                                                            |
| 6 juli 2004 «onderlinge duels» | Venezuela | 0 – 1                     | Colombia | Estadio Nacional, Lima Toeschouwers: 45.000 Scheidsrechter: Márcio Rezende |
| 6 juli 2004 «onderlinge duels» |           | 21' (pen.) Tressor Moreno |          | Estadio Nacional, Lima Toeschouwers: 45.000 Scheidsrechter: Márcio Rezende |

|                                |                                                 |       |                                       |                                                                             |
| 6 juli 2004 «onderlinge duels» | Peru                                            | 2 – 2 | Bolivia                               | Estadio Nacional, Lima Toeschouwers: 45.000 Scheidsrechter: Héctor Baldassi |
| 6 juli 2004 «onderlinge duels» | Claudio Pizarro 67' (pen.) Roberto Palacios 86' |       | 35' Joaquín Botero 57' Lorgio Álvarez | Estadio Nacional, Lima Toeschouwers: 45.000 Scheidsrechter: Héctor Baldassi |

|                                |                  |       |         |                                                                         |
| 9 juli 2004 «onderlinge duels» | Colombia         | 1 – 0 | Bolivia | Estadio Nacional, Lima Toeschouwers: 35.000 Scheidsrechter: Pedro Ramos |
| 9 juli 2004 «onderlinge duels» | Edixon Perea 90' |       |         | Estadio Nacional, Lima Toeschouwers: 35.000 Scheidsrechter: Pedro Ramos |

|                                |                                                                |       |                       |                                                                          |
| 9 juli 2004 «onderlinge duels» | Peru                                                           | 3 – 1 | Venezuela             | Estadio Nacional, Lima Toeschouwers: 43.000 Scheidsrechter: Rubén Selman |
| 9 juli 2004 «onderlinge duels» | Jefferson Farfán 34' Nolberto Solano 61' Santiago Acasiete 72' |       | 74' Massimo Margiotta | Estadio Nacional, Lima Toeschouwers: 43.000 Scheidsrechter: Rubén Selman |

|                                 |                   |       |                     |                                                                                 |
| 12 juli 2004 «onderlinge duels» | Venezuela         | 1 – 1 | Bolivia             | Estadio Mansiche, Trujillo Toeschouwers: 25.000 Scheidsrechter: Marco Rodríguez |
| 12 juli 2004 «onderlinge duels» | Ruberth Morán 27' |       | 33' Gonzalo Galindo | Estadio Mansiche, Trujillo Toeschouwers: 25.000 Scheidsrechter: Marco Rodríguez |

|                                 |                                        |       |                                  |                                                                                |
| 12 juli 2004 «onderlinge duels» | Peru                                   | 2 – 2 | Colombia                         | Estadio Mansiche, Trujillo Toeschouwers: 25.000 Scheidsrechter: William Mattus |
| 12 juli 2004 «onderlinge duels» | Nolberto Solano 58' Flavio Maestri 60' |       | 33' Edwin Congo 53' Abel Aguilar | Estadio Mansiche, Trujillo Toeschouwers: 25.000 Scheidsrechter: William Mattus |

### Groep B
| Land       | Wed | Win | Gel | Ver | DV | DT | +/− | Pnt |
| ---------- | --- | --- | --- | --- | -- | -- | --- | --- |
| Mexico     | 3   | 2   | 1   | 0   | 5  | 3  | +2  | 7   |
| Argentinië | 3   | 2   | 0   | 1   | 10 | 4  | +6  | 6   |
| Uruguay    | 3   | 1   | 1   | 1   | 6  | 7  | –1  | 4   |
| Ecuador    | 3   | 0   | 0   | 3   | 3  | 10 | –7  | 0   |

|                                |                                      |       |                                    |                                                                                       |
| 7 juli 2004 «onderlinge duels» | Mexico                               | 2 – 2 | Uruguay                            | Estadio Elias Aguirre, Chiclayo Toeschouwers: 18.472 Scheidsrechter: Gilberto Hidalgo |
| 7 juli 2004 «onderlinge duels» | Ricardo Osorio 45+3' Pavel Pardo 69' |       | 43' Carlos Bueno 87' Paolo Montero | Estadio Elias Aguirre, Chiclayo Toeschouwers: 18.472 Scheidsrechter: Gilberto Hidalgo |

|                                | |       |                     |                                                                                      |
| 7 juli 2004 «onderlinge duels» | Argentinië | 6 – 1 | Ecuador             | Estadio Elias Aguirre, Chiclayo Toeschouwers: 24.000 Scheidsrechter: Carlos Amarilla |
| 7 juli 2004 «onderlinge duels» | Kily González 5' (pen.) Javier Saviola 64' Javier Saviola 75' Javier Saviola 79' Andrés D'Alessandro 84' Lucho González 90' |       | 62' Agustín Delgado | Estadio Elias Aguirre, Chiclayo Toeschouwers: 24.000 Scheidsrechter: Carlos Amarilla |

|                                 |                                   |       |                    |                                                                                    |
| 10 juli 2004 «onderlinge duels» | Uruguay                           | 2 – 1 | Ecuador            | Estadio Elias Aguirre, Chiclayo Toeschouwers: 25.000 Scheidsrechter: Gustavo Brand |
| 10 juli 2004 «onderlinge duels» | Diego Forlán 61' Carlos Bueno 78' |       | 73' Franklin Salas | Estadio Elias Aguirre, Chiclayo Toeschouwers: 25.000 Scheidsrechter: Gustavo Brand |

|                                 |            |                  |        |                                                                                     |
| 10 juli 2004 «onderlinge duels» | Argentinië | 0 – 1            | Mexico | Estadio Elias Aguirre, Chiclayo Toeschouwers: 25.000 Scheidsrechter: Márcio Rezende |
| 10 juli 2004 «onderlinge duels» |            | 8' Ramón Morales |        | Estadio Elias Aguirre, Chiclayo Toeschouwers: 25.000 Scheidsrechter: Márcio Rezende |

|                                 |                                                  |       |                     |                                                                               |
| 13 juli 2004 «onderlinge duels» | Mexico                                           | 2 – 1 | Ecuador             | Estadio Miguel Grau, Piura Toeschouwers: 25.000 Scheidsrechter: Eduardo Lecca |
| 13 juli 2004 «onderlinge duels» | Héctor Altamirano 23' (pen.) Adolfo Bautista 42' |       | 71' Agustín Delgado | Estadio Miguel Grau, Piura Toeschouwers: 25.000 Scheidsrechter: Eduardo Lecca |

|                                 |                                                                               |       |                                          |                                                                              |
| 13 juli 2004 «onderlinge duels» | Argentinië                                                                    | 4 – 2 | Uruguay                                  | Estadio Miguel Grau, Piura Toeschouwers: 19.865 Scheidsrechter: Rubén Selman |
| 13 juli 2004 «onderlinge duels» | Kily González 19' Luciano Figueroa 20' Roberto Ayala 80' Luciano Figueroa 89' |       | 7' Fabian Estoyanoff 38' Vicente Sánchez | Estadio Miguel Grau, Piura Toeschouwers: 19.865 Scheidsrechter: Rubén Selman |

### Groep C
| Land       | Wed | Win | Gel | Ver | DV | DT | +/− | Pnt |
| ---------- | --- | --- | --- | --- | -- | -- | --- | --- |
| Paraguay   | 3   | 2   | 1   | 0   | 4  | 2  | +2  | 7   |
| Brazilië   | 3   | 2   | 0   | 1   | 6  | 3  | +3  | 6   |
| Costa Rica | 3   | 1   | 0   | 2   | 3  | 6  | –3  | 3   |
| Chili      | 3   | 0   | 1   | 2   | 2  | 4  | –2  | 1   |

|                                |            |                             |          |                                                                                     |
| 8 juli 2004 «onderlinge duels» | Costa Rica | 0 – 1                       | Paraguay | Estadio Monumental Virgen, Arequipa Toeschouwers: 30.000 Scheidsrechter: Óscar Ruiz |
| 8 juli 2004 «onderlinge duels» |            | 85' (pen.) Julio dos Santos |          | Estadio Monumental Virgen, Arequipa Toeschouwers: 30.000 Scheidsrechter: Óscar Ruiz |

|                                |                    |       |       |                                                                                          |
| 8 juli 2004 «onderlinge duels» | Brazilië           | 1 – 0 | Chili | Estadio Monumental Virgen, Arequipa Toeschouwers: 35.000 Scheidsrechter: Marco Rodríguez |
| 8 juli 2004 «onderlinge duels» | Luís Fabiano 90+1' |       |       | Estadio Monumental Virgen, Arequipa Toeschouwers: 35.000 Scheidsrechter: Marco Rodríguez |

|                                 |                                              |       |                |                                                                                          |
| 11 juli 2004 «onderlinge duels» | Brazilië                                     | 4 – 1 | Costa Rica     | Estadio Monumental Virgen, Arequipa Toeschouwers: 12.000 Scheidsrechter: Héctor Baldassi |
| 11 juli 2004 «onderlinge duels» | Adriano 45' Juan 49' Adriano 54' Adriano 67' |       | 81' Luis Marín | Estadio Monumental Virgen, Arequipa Toeschouwers: 12.000 Scheidsrechter: Héctor Baldassi |

|                                 |                        |       |                       |                                                                                         |
| 11 juli 2004 «onderlinge duels» | Chili                  | 1 – 1 | Paraguay              | Estadio Monumental Virgen, Arequipa Toeschouwers: 35.000 Scheidsrechter: Gustavo Méndez |
| 11 juli 2004 «onderlinge duels» | Sebastián González 72' |       | 79' Ernesto Cristaldo | Estadio Monumental Virgen, Arequipa Toeschouwers: 35.000 Scheidsrechter: Gustavo Méndez |

|                                 |                                       |       |                   |                                                                               |
| 14 juli 2004 «onderlinge duels» | Costa Rica                            | 2 – 1 | Chili             | Estadio Jorge Basadre, Tacna Toeschouwers: 20.000 Scheidsrechter: René Ortubé |
| 14 juli 2004 «onderlinge duels» | Mauricio Wright 59' Andy Herrón 90+3' |       | 40' Rafael Olarra | Estadio Jorge Basadre, Tacna Toeschouwers: 20.000 Scheidsrechter: René Ortubé |

|                                 |                  |       |                                      |                                                                                          |
| 14 juli 2004 «onderlinge duels» | Brazilië         | 1 – 2 | Paraguay                             | Estadio Monumental Virgen, Arequipa Toeschouwers: 8.000 Scheidsrechter: Gilbert Hildalgo |
| 14 juli 2004 «onderlinge duels» | Luís Fabiano 35' |       | 29' Julio González 71' Fredy Bareiro | Estadio Monumental Virgen, Arequipa Toeschouwers: 8.000 Scheidsrechter: Gilbert Hildalgo |

### Nummers 3
| Grp | Team       | Pld | G | G | V | DV | DT | DS | Pnt |
| --- | ---------- | --- | - | - | - | -- | -- | -- | --- |
| B   | Uruguay    | 3   | 1 | 1 | 1 | 6  | 7  | −1 | 4   |
| C   | Costa Rica | 3   | 1 | 0 | 2 | 3  | 6  | −3 | 3   |
| A   | Bolivia    | 3   | 0 | 2 | 1 | 3  | 4  | −1 | 2   |

## Knock-outfase
|  | kwartfinale        | kwartfinale    |                |       | halve finale    | halve finale    |   |  | finale | finale |
|  |                    |                |                |       |                 |                 |   |  |        |        |
|  | 17 juli – Chiclayo |                |                |       |                 |                 |   |  |        |        |
|  |                    |                |                |       |                 |                 |   |  |        |        |
|  | Peru               | 0              |                |       |                 |                 |   |  |        |        |
|  | Peru               | 0              | 20 juli – Lima |       |                 |                 |   |  |        |        |
|  | Argentinië         | 1              |                |       |                 |                 |   |  |        |        |
|  | Argentinië         | 1              | Argentinië     | 3     |                 |                 |   |  |        |        |
|  | 17 juli – Trujillo |                | Argentinië     | 3     |                 |                 |   |  |        |        |
|  |                    | Colombia       | 0              |       |                 |                 |   |  |        |        |
|  | Colombia           | Colombia       | 0              | 2     |                 |                 |   |  |        |        |
|  | Colombia           |                | 25 juli – Lima | 2     |                 |                 |   |  |        |        |
|  | Costa Rica         | 0              |                |       |                 |                 |   |  |        |        |
|  | Costa Rica         | 0              | Argentinië     | 2 (2) |                 |                 |   |  |        |        |
|  | 18 juli – Tacna    |                | Argentinië     | 2 (2) |                 |                 |   |  |        |        |
|  |                    | Brazilië       | 2 (4)          |       |                 |                 |   |  |        |        |
|  | Paraguay           | Brazilië       | 2 (4)          | 1     |                 |                 |   |  |        |        |
|  | Paraguay           | 21 juli – Lima |                | 1     |                 |                 |   |  |        |        |
|  | Uruguay            | 3              |                |       |                 |                 |   |  |        |        |
|  | Uruguay            | 3              | Uruguay        | 1 (3) | troostfinale    | troostfinale    |   |  |        |        |
|  | 18 juli – Piura    |                | Uruguay        | 1 (3) | troostfinale    | troostfinale    |   |  |        |        |
|  |                    | Brazilië       | 1 (5)          |       | 24 juli – Cuzco | 24 juli – Cuzco |   |  |        |        |
|  | Mexico             | Brazilië       | 1 (5)          | 0     | 24 juli – Cuzco | 24 juli – Cuzco |   |  |        |        |
|  | Mexico             |                |                |       |                 | Colombia        | 1 |  |        |        |
|  | Brazilië           | 4              |                |       |                 | Colombia        | 1 |  |        |        |
|  | Brazilië           | 4              | Uruguay        | 2     |                 |                 |   |  |        |        |
|  |                    |                | Uruguay        | 2     |                 |                 |   |  |        |        |

### Kwartfinales
|                                 |      |                  |            |                                                                                      |
| 17 juli 2004 «onderlinge duels» | Peru | 0 – 1            | Argentinië | Estadio Elias Aguirre, Chiclayo Toeschouwers: 25.000 Scheidsrechter: Carlos Amarilla |
| 17 juli 2004 «onderlinge duels» |      | 60' Carlos Tevez |            | Estadio Elias Aguirre, Chiclayo Toeschouwers: 25.000 Scheidsrechter: Carlos Amarilla |

|                                 |                                              |       |            |                                                                                |
| 17 juli 2004 «onderlinge duels» | Colombia                                     | 2 – 0 | Costa Rica | Estadio Mansiche, Trujillo Toeschouwers: 18.000 Scheidsrechter: Gustavo Méndez |
| 17 juli 2004 «onderlinge duels» | Abel Aguilar 41' Tressor Moreno 45+2' (pen.) |       |            | Estadio Mansiche, Trujillo Toeschouwers: 18.000 Scheidsrechter: Gustavo Méndez |

|                                 |                    |       |                                                         |                                                                                   |
| 18 juli 2004 «onderlinge duels» | Paraguay           | 1 – 3 | Uruguay                                                 | Estadio Jorge Basadre, Tacna Toeschouwers: 19.850 Scheidsrechter: Héctor Baldassi |
| 18 juli 2004 «onderlinge duels» | Carlos Gamarra 15' |       | 40' (pen.) Carlos Bueno 65' Darío Silva 88' Darío Silva | Estadio Jorge Basadre, Tacna Toeschouwers: 19.850 Scheidsrechter: Héctor Baldassi |

|                                 |        |                                                      |          |                                                                            |
| 18 juli 2004 «onderlinge duels» | Mexico | 0 – 4                                                | Brazilië | Estadio Miguel Grau, Piura Toeschouwers: 22.000 Scheidsrechter: Óscar Ruiz |
| 18 juli 2004 «onderlinge duels» |        | 26' (pen.) Alex 65' Adriano 78' Adriano 87' Oliveira |          | Estadio Miguel Grau, Piura Toeschouwers: 22.000 Scheidsrechter: Óscar Ruiz |

### Halve finales
|                                 |                                                          |       |          |                                                                              |
| 20 juli 2004 «onderlinge duels» | Argentinië                                               | 3 – 0 | Colombia | Estadio Nacional, Lima Toeschouwers: 22.000 Scheidsrechter: Gilberto Hidalgo |
| 20 juli 2004 «onderlinge duels» | Carlos Tévez 33' Lucho González 50' Juan Pablo Sorín 80' |       |          | Estadio Nacional, Lima Toeschouwers: 22.000 Scheidsrechter: Gilberto Hidalgo |

|                                           |                                                        |       |                                         |                                                                             |
| 21 juli 2004 «onderlinge duels» 19:45 uur | Uruguay                                                | 1 – 1 | Brazilië                                | Estadio Nacional, Lima Toeschouwers: 10.000 Scheidsrechter: Marco Rodríguez |
| 21 juli 2004 «onderlinge duels» 19:45 uur | Marcelo Sosa 22'                                       |       | 46' Adriano                             | Estadio Nacional, Lima Toeschouwers: 10.000 Scheidsrechter: Marco Rodríguez |
| 21 juli 2004 «onderlinge duels» 19:45 uur | Strafschoppen                                          |       |                                         | Estadio Nacional, Lima Toeschouwers: 10.000 Scheidsrechter: Marco Rodríguez |
| 21 juli 2004 «onderlinge duels» 19:45 uur | Darío Silva Sebastián Viera Omar Pouso Vicente Sánchez | 3 – 5 | Luisão Luís Fabiano Adriano Renato Alex | Estadio Nacional, Lima Toeschouwers: 10.000 Scheidsrechter: Marco Rodríguez |

### Troostfinale
|                                 |                           |       |                                          |                                                                                      |
| 24 juli 2004 «onderlinge duels» | Colombia                  | 1 – 2 | Uruguay                                  | Estadio Garcilaso de la Vega, Cuzco Toeschouwers: 35.000 Scheidsrechter: René Ortubé |
| 24 juli 2004 «onderlinge duels» | Sergio Herrera 70' (pen.) |       | 2' Fabián Estoyanoff 80' Vicente Sánchez | Estadio Garcilaso de la Vega, Cuzco Toeschouwers: 35.000 Scheidsrechter: René Ortubé |

### Finale
|                                 |                                                                   |       |                          |                                                                             |
| 25 juli 2004 «onderlinge duels» | Argentinië                                                        | 2 – 2 | Brazilië                 | Estadio Nacional, Lima Toeschouwers: 43.000 Scheidsrechter: Carlos Amarilla |
| 25 juli 2004 «onderlinge duels» | Kily González 20' (pen.) César Delgado 87'                        |       | 45' Luisão 90+3' Adriano | Estadio Nacional, Lima Toeschouwers: 43.000 Scheidsrechter: Carlos Amarilla |
| 25 juli 2004 «onderlinge duels» | Strafschoppen                                                     |       |                          | Estadio Nacional, Lima Toeschouwers: 43.000 Scheidsrechter: Carlos Amarilla |
| 25 juli 2004 «onderlinge duels» | Andrés D'Alessandro Gabriel Heinze Kily González Juan Pablo Sorín | 2 – 4 | Adriano Edu Diego Juan   | Estadio Nacional, Lima Toeschouwers: 43.000 Scheidsrechter: Carlos Amarilla |

|                    |
| Vlag van Brazilië  |
| BRAZILIË 7de titel |

## Toernooiranglijst
| Plaats                           | Land       | GW | Win | Gel | Ver | DV | DT | +/− | Pnt |
| -------------------------------- | ---------- | -- | --- | --- | --- | -- | -- | --- | --- |
|                                  | Brazilië   | 6  | 3   | 2   | 1   | 13 | 6  | +7  | 11  |
|                                  | Argentinië | 6  | 4   | 1   | 1   | 16 | 6  | +10 | 13  |
|                                  | Uruguay    | 6  | 3   | 2   | 1   | 12 | 10 | +2  | 11  |
| 4                                | Colombia   | 6  | 3   | 1   | 2   | 7  | 7  | 0   | 10  |
| Uitgeschakeld in de Kwartfinales |            |    |     |     |     |    |    |     |     |
| 5                                | Paraguay   | 4  | 2   | 1   | 1   | 5  | 5  | 0   | 7   |
| 6                                | Mexico     | 4  | 2   | 1   | 1   | 5  | 7  | −2  | 7   |
| 7                                | Peru       | 4  | 1   | 2   | 1   | 7  | 6  | +1  | 5   |
| 8                                | Costa Rica | 4  | 1   | 0   | 3   | 3  | 8  | −5  | 3   |
| Uitgeschakeld in de Groepsfase   |            |    |     |     |     |    |    |     |     |
| 9                                | Bolivia    | 3  | 0   | 2   | 1   | 3  | 4  | −1  | 2   |
| 10                               | Chili      | 3  | 0   | 1   | 2   | 2  | 4  | −2  | 1   |
| 11                               | Venezuela  | 3  | 0   | 1   | 2   | 2  | 5  | −3  | 1   |
| 12                               | Ecuador    | 3  | 0   | 0   | 3   | 3  | 10 | −7  | 0   |

## Doelpuntenmakers
7 doelpunten
- Adriano

3 doelpunten
- Kily González
- Javier Saviola
- Carlos Bueno

2 doelpunten
- Luciano Figueroa
- Lucho González
- Carlos Tevez
- Abel Aguilar

- Tressor Moreno
- Luís Fabiano
- Agustín Delgado
- Nolberto Solano

- Fabian Estoyanoff
- Vicente Sánchez
- Darío Silva

1 doelpunt
- Roberto Ayala
- Andrés D'Alessandro
- César Delgado
- Juan Pablo Sorín
- Lorgio Álvarez
- Joaquín Botero
- Gonzalo Galindo
- Alex
- Juan
- Luisão
- Ricardo Oliveira
- Sebastián González
- Rafael Olarra
- Edwin Congo

- Sergio Herrera
- Edixon Perea
- Andy Herrón
- Luis Marín
- Mauricio Wright
- Franklin Salas
- Héctor Altamirano
- Adolfo Bautista
- Ramón Morales
- Ricardo Osorio
- Pável Pardo
- Fredy Barreiro
- Ernesto Cristaldo

- Julio dos Santos
- Carlos Gamarra
- Julio González
- Santiago Acasiete
- Jefferson Farfán
- Flavio Maestri
- Roberto Palacios
- Claudio Pizarro
- Diego Forlán
- Paolo Montero
- Marcelo Sosa
- Massimo Margiotta
- Ruberth Morán

1916 · 
1917 · 
1919 · 
1920 · 
1921 · 
1922 · 
1923 · 
1924 · 
1925 · 
1926 · 
1927 · 
1929 · 
1935 · 
1937 · 
1939 · 
1941 · 
1942 · 
1945 · 
1946 · 
1947 · 
1949 · 
1953 · 
1955 · 
1956 · 
1957 · 
1959 · 
1959 · 
1963 · 
1967 · 
1975 · 
1979 · 
1983 · 
1987 · 
1989 · 
1991 · 
1993 · 
1995 · 
1997 · 
1999 · 
2001 · 
2004 · 
2007 · 
2011 · 
2015 · 
2016 ·
2019 ·
2021 ·
2024